# Panini (sandwich)
Pour les articles homonymes, voir Panini.
Ne doit pas être confondu avec Panino.
 (mars 2019).
Si vous disposez d'ouvrages ou d'articles de référence ou si vous connaissez des sites web de qualité traitant du thème abordé ici, merci de compléter l'article en donnant les références utiles à sa vérifiabilité et en les liant à la section « Notes et références ».
Le panini est un type de sandwich servi chaud après avoir été grillé entre les deux plaques d'une presse à sandwich. Ce mode de préparation fait légèrement fondre le fromage qui le compose, et donne au pain une forme aplatie et marquée de stries dorées caractéristiques. 
Le pain est allongé et blanc. Coupé dans sa longueur, il est garni d'ingrédients très variables, comme du jambon, du salami, des saucisses, etc., et accompagné de fromage (souvent de la mozzarella) et de tomates. Il peut être relevé d'un filet d'huile d'olive, et d'herbes aromatiques comme du basilic ou du fenouil. 
Les autres ingrédients sont également très variés, pouvant inclure, en plus des premiers déjà cités, du blanc de poulet ou de dinde, ou du poisson, comme le saumon ou le thon. Les crudités sont généralement rares dans les paninis disponibles dans les commerces, mais concombre, salade verte et carottes râpées agrémentent parfois certaines recettes.

## Historique
Il tire son origine du mot italien panino, qui signifie à l'origine « petit pain » et ensuite sandwich (car forme abrégée de panino ripieno, soit « petit pain farci ») . Le terme panini a été francisé à partir de la forme plurielle de l'italien. Inclus dans les dictionnaires français depuis le milieu des années 1990, son pluriel en français est « paninis ».
Ce sandwich est devenu très populaire en Occident, et il est fréquemment disponible dans les sandwicheries et dans certains types de restauration rapide, servant d'en-cas ou de coupe-faim.
Sa popularité a entraîné un vaste marché d'appareils à panini, professionnels ou domestiques.

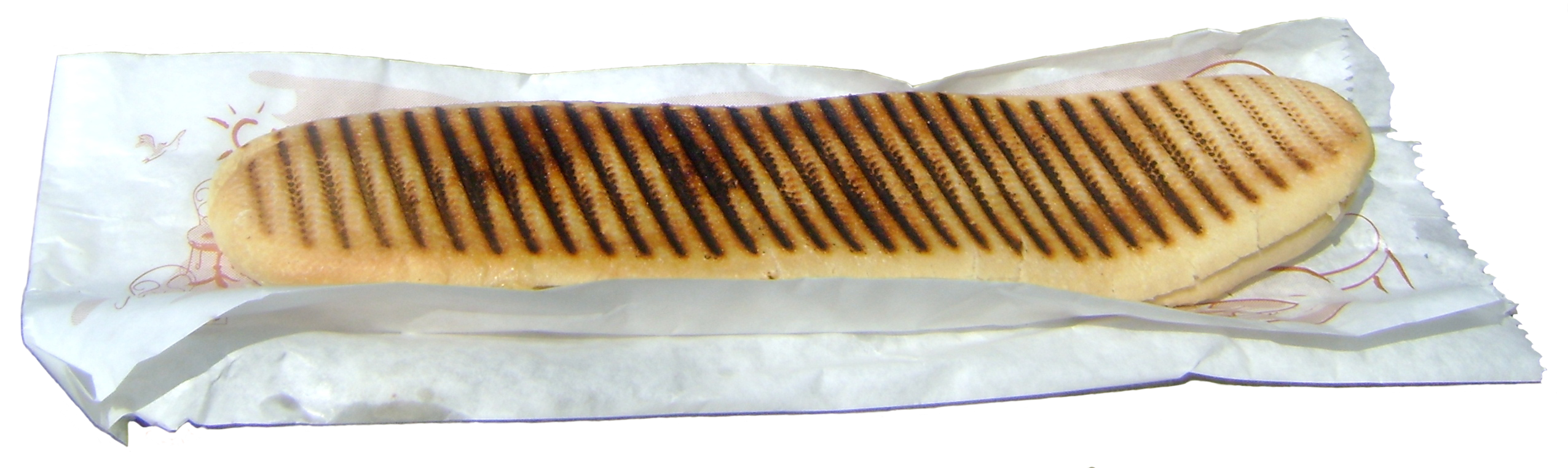
Un panini.
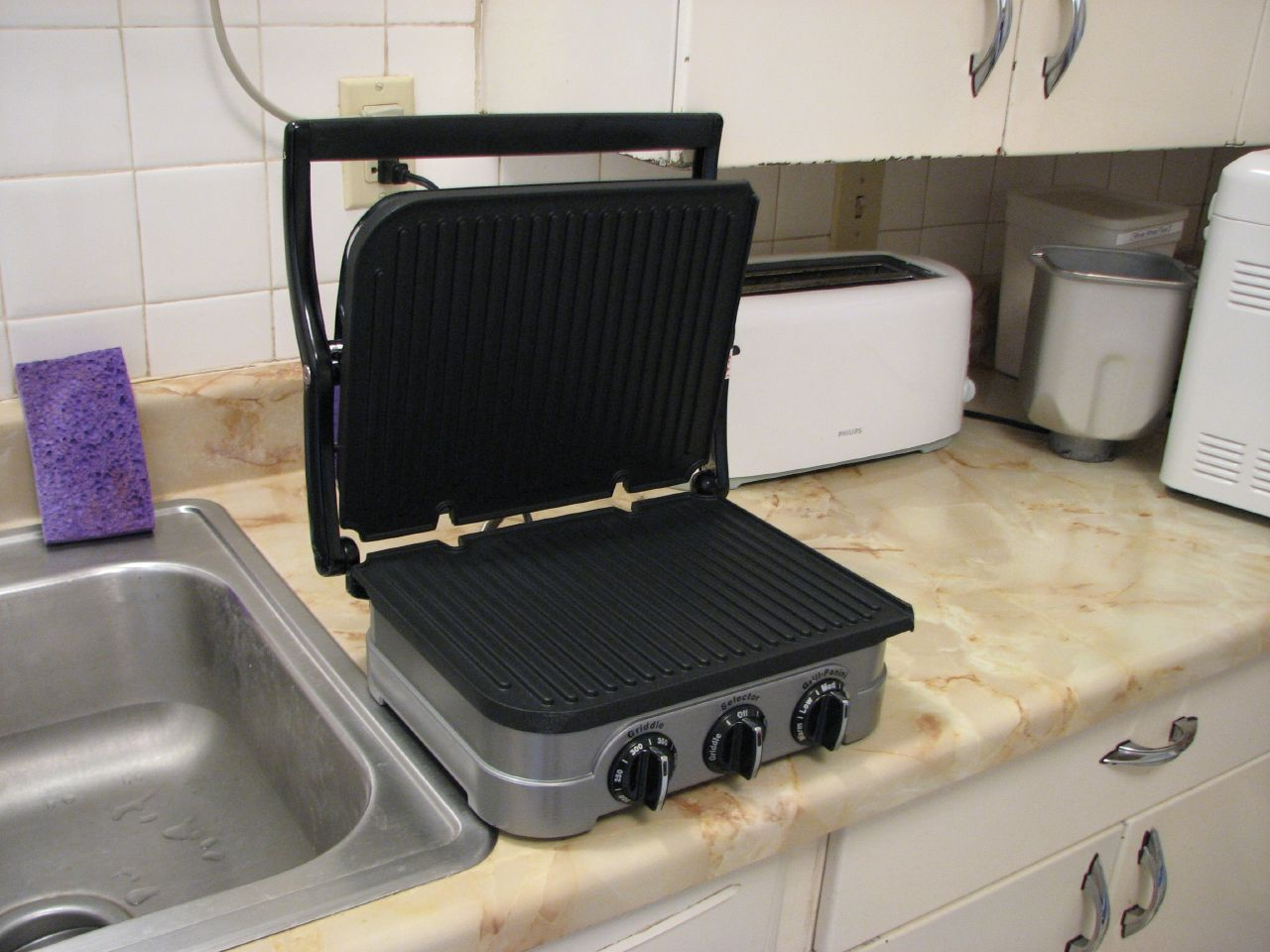
Presse à panini à usage domestique.
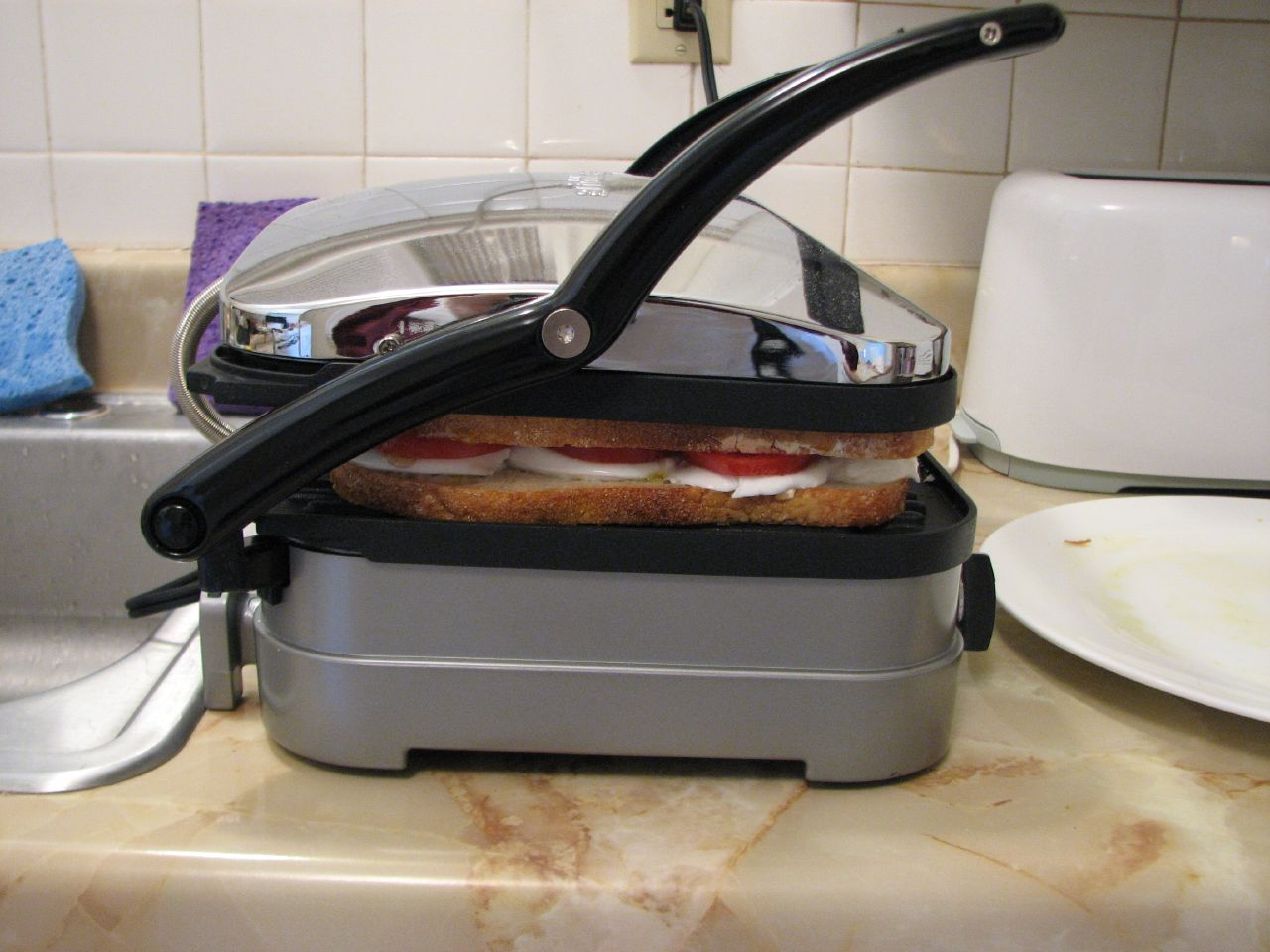
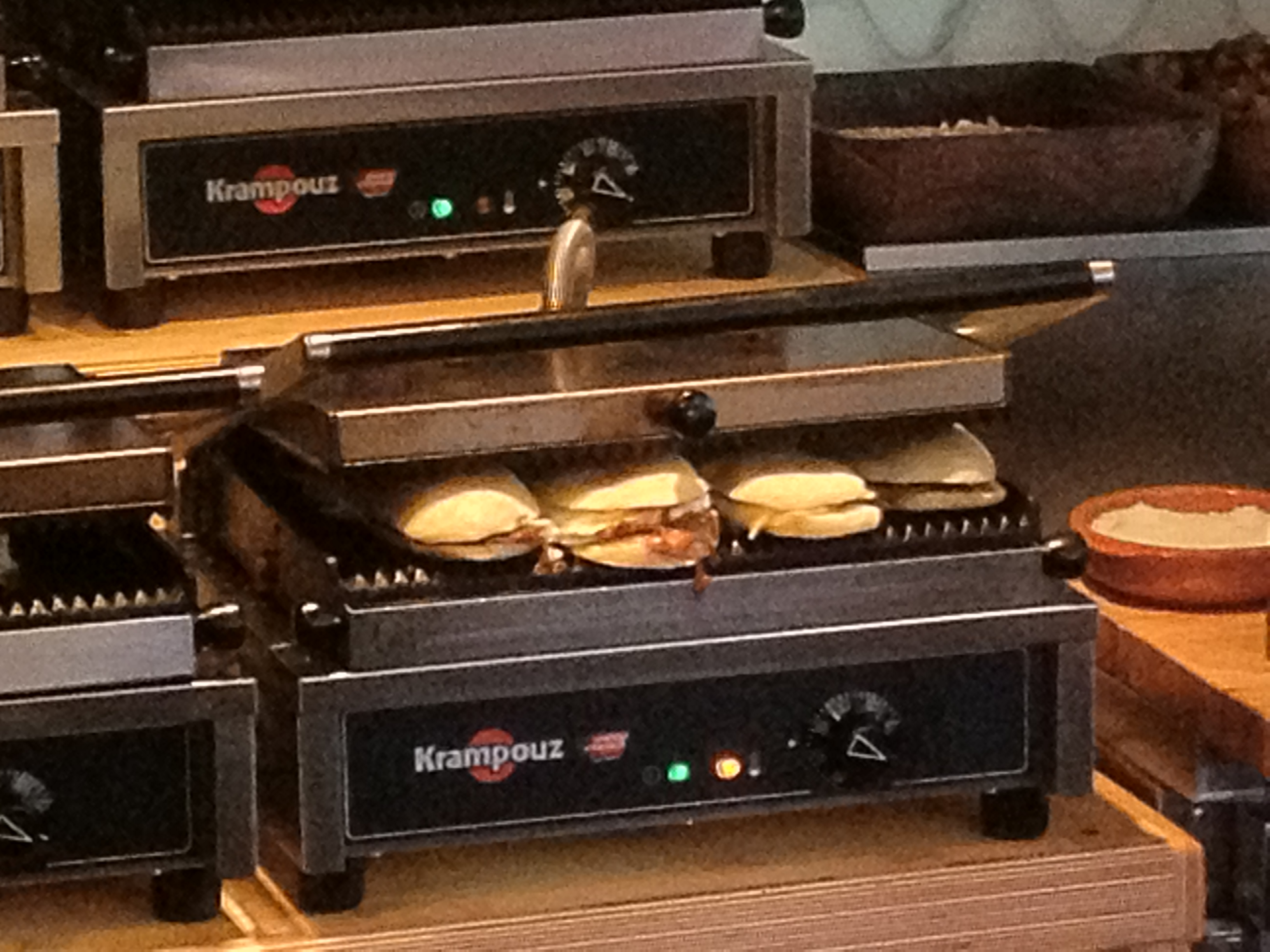
Machine à panini à usage professionnel.